# Xylomya parens
Xylomya parens är en tvåvingeart som först beskrevs av Samuel Wendell Williston  1885.  Xylomya parens ingår i släktet Xylomya och familjen lövträdsflugor. Artens utbredningsområde är British Columbia, Kalifornien, Idaho, Nevada, Oregon, Utah och Washington. Inga underarter finns listade i Catalogue of Life.